# Manuel Brissaud
Pour les articles homonymes, voir Brissaud.
Manuel Brissaud, né le 14 mars 1963, est un kayakiste français de slalom. 
Il est médaillé d'argent en kayak monoplace (K1) par équipe aux Championnats du monde 1985 à Augsbourg. Aux Championnats du monde 1987 à Bourg-Saint-Maurice, il est médaillé de bronze en K1 par équipe. Il remporte la médaille d'or en K1 par équipe aux Championnats du monde 1991 à Tacen puis la médaille d'argent en K1 par équipe aux Championnats du monde 1993 à Mezzana.
Il est le fils de la céiste Jane Brissaud et le frère des kayakistes Frédéric et Laurent Brissaud.